# Los Membrillos
Los Membrillos är en ort i Mexiko.   Den ligger i kommunen Taxco de Alarcón och delstaten Guerrero, i den södra delen av landet, 110 km sydväst om huvudstaden Mexico City. Los Membrillos ligger 2 273 meter över havet och antalet invånare är 109.
Terrängen runt Los Membrillos är huvudsakligen kuperad, men åt sydost är den bergig. Runt Los Membrillos är det ganska tätbefolkat, med 111 invånare per kvadratkilometer. Närmaste större samhälle är Taxco de Alarcón, 14,1 km öster om Los Membrillos. I omgivningarna runt Los Membrillos växer huvudsakligen savannskog.